# Hain im Spessart

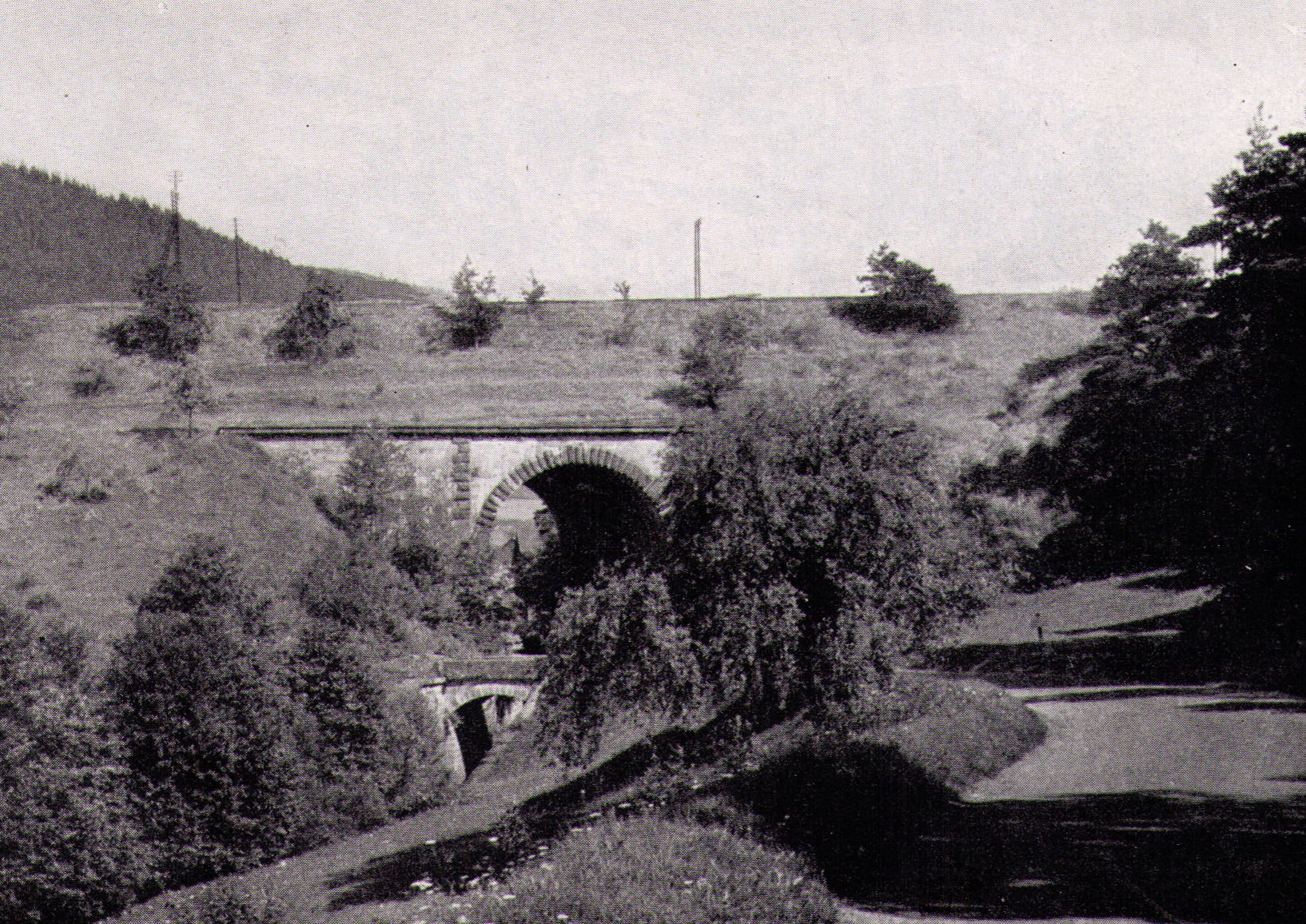
Hainer Viadukt

Hain im Spessart ist ein Gemeindeteil der Gemeinde Laufach im unterfränkischen Landkreis Aschaffenburg in Bayern.

## Geographie
Das Kirchdorf liegt an der Bundesstraße 26 zwischen Laufach und Rothenbuch. Die Gemarkung ist im Osten und Süden vom gemeindefreien Gebiet Forst Hain im Spessart umgeben. Südlich des Ortes verläuft die Trasse der Main-Spessart-Bahn. Hain liegt auf einer Höhe zwischen 200 m im Tal und 502 m auf den Spessartbergen.

### Nachbargemarkungen
Folgende Gemarkungen grenzen an das Ortsgebiet von Hain:
|         | Sailaufer Forst (gemeindefreies Gebiet)        |                                                |
| Laufach | Kompassrose, die auf Nachbargemeinden zeigt    | Forst Hain im Spessart (gemeindefreies Gebiet) |
|         | Forst Hain im Spessart (gemeindefreies Gebiet) |                                                |

## Geschichte
Urkundlich erstmals erwähnt 1338 als „Laufa-Hayn“ in einer Urkunde des Herren von Hettersdorf, zu Unterbessenbach. Im Pfarrverband Sailauf erscheint Hain (Lauspenheim) Ende des 14. Jahrhunderts.
Kurfürst Lothar Franz von Schönborn (1695–1729) ließ das „alte Jagdschloss“ erbauen, das ihm bei seinen Hofjagden als Aufenthalt diente. 1823 zog dort der Revierförster ein. In einem Register von 1722 hatte Hain 154 Einwohner und 1782 325 Einwohner. Im gleichen Jahr wurde Hain Sitz einer Kurmainzer Amtsvogtei mit acht Ortschaften.
Der Eisenbahnbau 1850–1854 veränderte die Landschaft durch einen mächtigen Bahndamm, den das Hohe Viadukt durchsticht, das Tor zum Hochspessart („Chausseebogen“ genannt).
Am 1. Juli 1862 wurde das Bezirksamt Aschaffenburg gebildet, auf dessen Verwaltungsgebiet Hain lag. 1939 wurde wie überall im Deutschen Reich die Bezeichnung Landkreis eingeführt. Hain war nun eine der 33 Gemeinden im Altkreis Aschaffenburg. Dieser schloss sich am 1. Juli 1972 mit dem Landkreis Alzenau in Unterfranken zum neuen Landkreis Aschaffenburg zusammen.
Im Rahmen der Gebietsreform in Bayern wurde die Gemeinde Hain im Spessart am 1. Mai 1978 nach Laufach eingegliedert.

## Kirche
Um 1779 erbaute man eine eigene Kirche, dem Hl. Johannes dem Täufer geweiht. Bis 1810 wurde allerdings in Laufach weiterhin getauft, geheiratet und beerdigt. Mitte Oktober 1976 begann der Abriss. 1970 wurde die neue St. Johanneskirche errichtet. 
Ab 1842 war Hain Kgl. Bayerische Poststation.